# Theobald III. ze Champagne
Theobald III. ze Champagne (Thibaut III de Champagne, asi 1179 – 24. května 1201, Troyes) byl od roku 1197 hrabětem ze Champagne.

## Příbuzný králů
Theobald se narodil jako nejmladší ze čtyř dětí hraběte Jindřicha z rodu Blois a Marie, dcery francouzského krále Ludvíka VII. a Eleonory Akvitánské. Byl tedy bratrancem francouzského krále Filipa i anglického krále Richarda Lví srdce.
Otec zemřel roku 1181 a hraběcí titul převzal starší bratr Jindřich, kterému do roku 1187 pomáhala spravovat panství jako regentka matka Marie. Roku 1190 se Jindřich vydal na třetí křížovou výpravu a svým dědicem ustanovil mladšího bratra Theobalda. Ve Svaté zemi se Jindřichovi podařilo se získat titul jeruzalémského krále. Nekorunovaným králem Jeruzaléma byl pouhých pět let, zemřel roku 1197, když při vojenské přehlídce vypadl z okna galerie.

## Přípravy na kruciátu
Theobaldovi bylo v době bratrovy smrti asi osmnáct let. První rok mu se správou hrabství opět pomáhala matka, která zemřela na jaře 1198. Téhož roku vyhlásil papež Inocenc III. další kruciátu proti muslimům. Zpočátku se k papežské výzvě nikdo nehlásil. Francouzská šlechta až v listopadu 1199 při turnaji na Theobaldově hradě v Écry-sur-Aisne přijala znamení kříže a mladíka stanovila vůdcem výpravy. Mezi křižáky se zde přihlásili i Ludvík z Blois a Balduin Flanderský.
| „                | Tak se shromáždila všechna hrabata a vysocí baroni, kteří přijali kříž. Potom sezvali všechny vysoké osobnosti, které přijaly kříž, a když byli všichni shromáždění, usnesli se mzi sebou, koho vyberou za svého vůdce a pána. Rozhodli se pro hraběte Theobalda ze Champagne a jmenovali ho svým pánem. Potom se rozešli a každý odejel do své země. A neuběhlo ani moc času a hrabě Theobald zemřel, nechal 50 000 liber křižákům... | “ |
| — Robert z Clari | |   |

Theobald se cesty na křížovou výpravu nedočkal, zemřel zřejmě na břišní tyfus v květnu 1201. K poslednímu odpočinku byl uložen v křižáckém plášti v rodinné nekropoli v kostele sv. Štěpána v Troyes.
Velení kruciáty převzal Bonifác z Montferratu. Na Theobalda se vzpomíná jako na muže rozvážného a vzdělaného, jenž se těšil důvěře francouzské šlechty a i samotného papeže.

## Rodina
Manželkou Theobalda III. byla od 1. července 1199 Blanka, mladší dcera navarrského krále Sancha IV. a Sanchy, dcery kastilského krále Alfonse VII. Z manželství se narodily dvě děti. Dcera, jež zemřela v útlém věku a Theobald, budoucí král Navarry, za nějž spravovala až do roku 1222 hrabství matka.